# Arbelaiz-palota
Az Arbelaiz-palota (spanyolul: Palacio de Arbelaiz, baszkul: Arbelaitz jauregia) az észak-spanyolországi Irún város egyik nagy történelmi jelentőségű műemléke.

## Története
A palota a 17. században épült, és a befolyásos Arbelaiz család tulajdonában állt. A család befolyását mi sem mutatja jobban, mint hogy olyan történelmi személyiségek szálltak meg egykor az épület falai között, mint III. Henrik francia király, Medici Katalin francia királyné, IV. Károly spanyol király, Bragança Katalin angol királyné, V. Fülöp spanyol király és X. Károly francia király.
1936-ban, a spanyol polgárháború során tűzvész pusztított Irúnban, amelynek során ez a palota is jelentősen megrongálódott, de később újjáépítették. 1964-ben tartományi jelentőségű történelmi-művészeti műemlékké nyilvánították.

## Leírás
A közel téglalap alaprajzú, háromszintes, különálló palota a spanyol-francia határon fekvő város, Irún belvárosában, a Szent János tér szomszédságában áll. Délkeleti homlokzatának két szélén egy-egy négyzet alaprajzú, gúla alakú sisakkal fedett torony emelkedik. Az északnyugati homlokzaton feltűnő, hogy két hasonló jellegű, de mégis elkülönülő részből áll: a régi rész mészkőből, az újabb kiegészítés homokkőből készült. Előbbi három-, utóbbi kéttengelyes, mindkettő önmagában szimmetrikus, és mindkettőre jellemző, hogy a földszinti, kisebb ablakok vasrácsozattal vannak ellátva, az emeleti ablakok viszont nagyobbak, vakolt kerettel és fölöttük elhelyezett párkánnyal rendelkeznek.
A régi rész középső tengelyének feltűnő eleme a díszes bejárati kapu, míg az afölötti ablakok a többi szinten levővel azonos kinézetűek. A kapu mellett két toszkán oszlop helyezkedik el, míg a fölötte levő párkány kőfrízén faragott triglifek és metopék váltakoznak. Ezen párkány két végéről egy lapos körszeletív két vége indul el, amelyek azonban nem érnek össze, mert egy ablak helyezkedik el közöttük. Az ívvégek fölött egy-egy Herrera-féle kőgömb díszeleg, az első emeleti ablak fölött pedig az építtető család kőből készült címere látható. Az új épületrész földszintjének falán, a felső részen egy kis faragott kőkeresztdíszítés kapott helyet.

## Képek

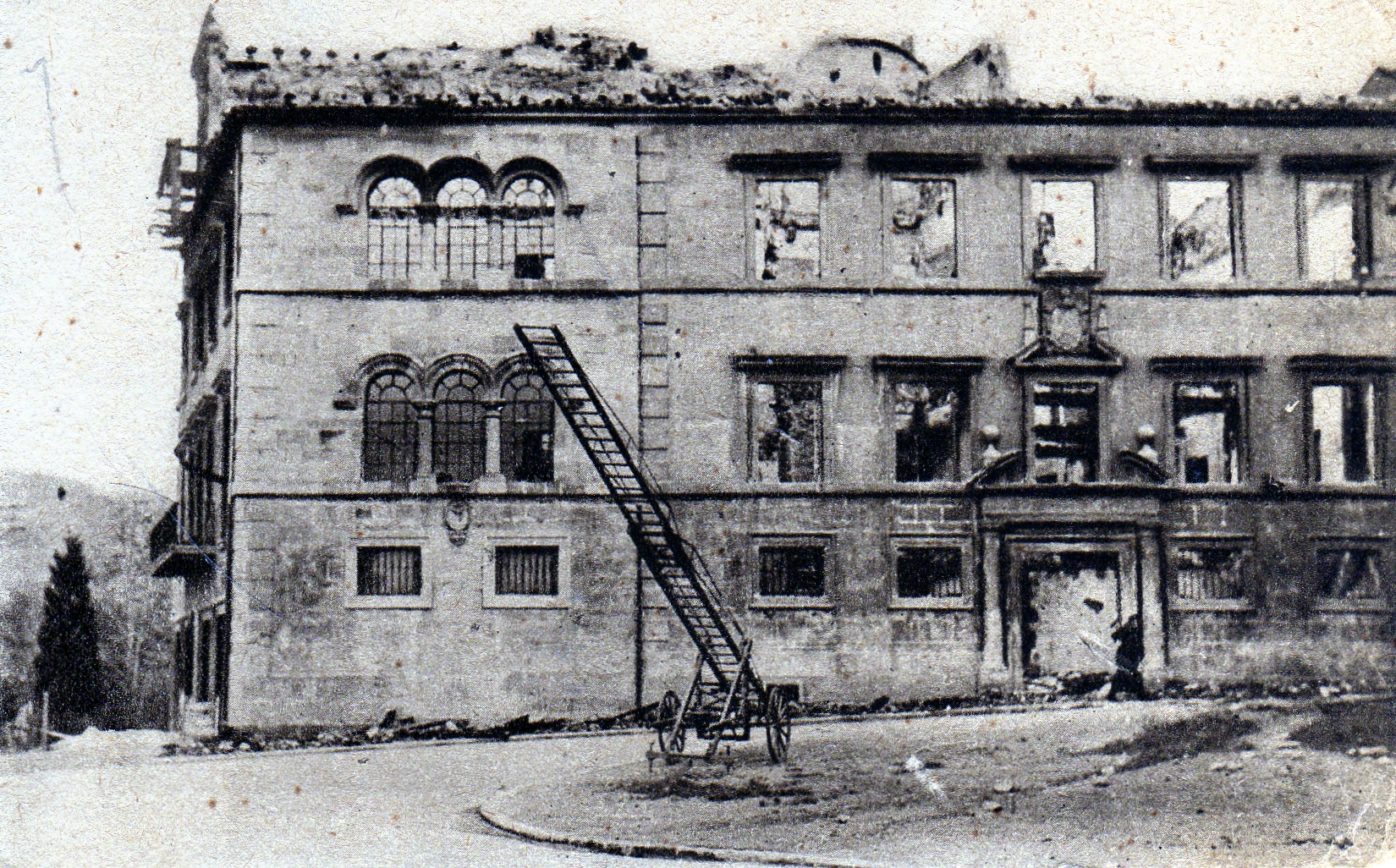
Az 1936-os tűzvész után
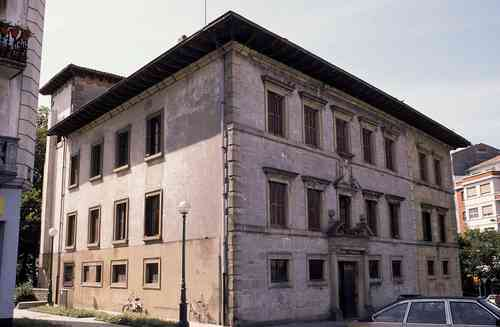
1987-ben
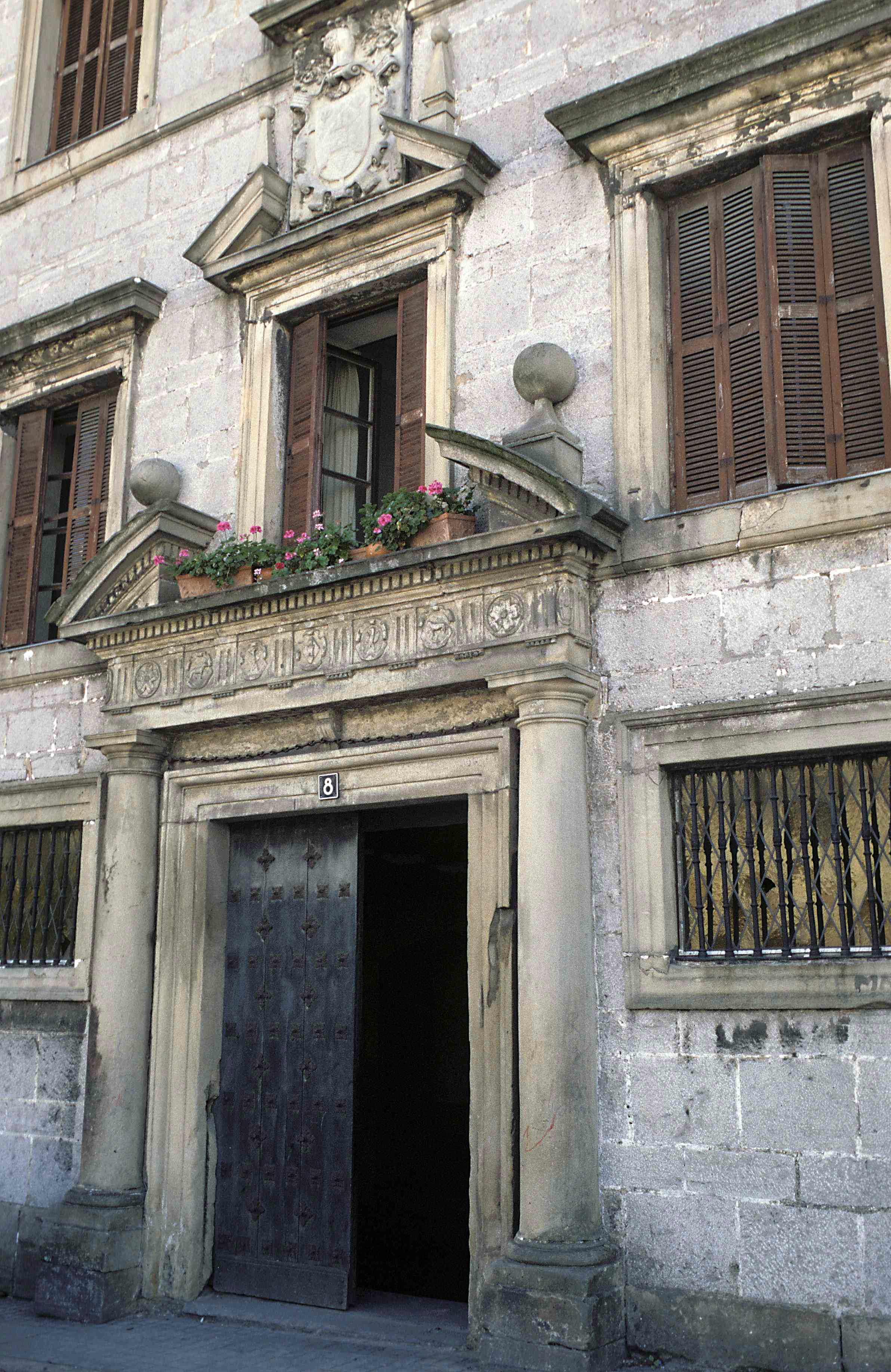
A díszes bejárati rész